# 大鱗貝氏石首魚
大鱗貝氏石首魚為輻鰭魚綱鱸形目鱸亞目石首魚科的其中一種，分布於中東太平洋區，從加利福尼亞灣至巴拿馬海域，體長可達30公分，棲息在沿岸淺水處，屬肉食性，以甲殼類為食。